# Le Libérateur d'Italie

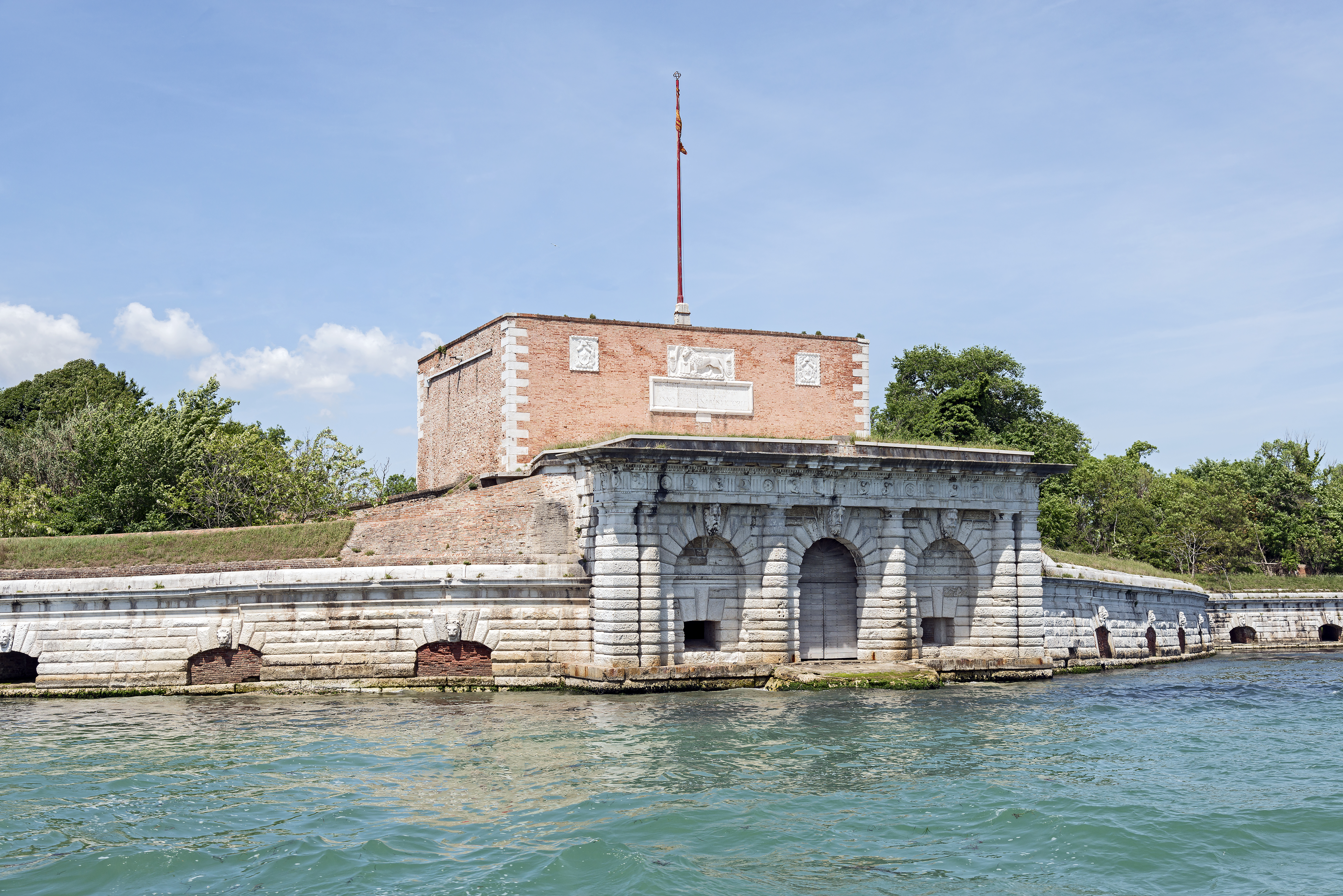
Il forte di Sant'Andrea, da cui vennero sparate le salve d'artiglieria che affondarono il Le Liberateur d'Italie.

Le Libérateur d'Italie è la tartana francese che venne catturata davanti a San Nicolò del Lido mentre, insieme ad altre due unità navali, tentava di penetrare nella laguna di Venezia la sera del 20 aprile 1797. 
La cattura avvenne per le salve d'artiglieria sparate dal forte di Sant'Andrea e delle navi veneziane presenti in rada.
Fu l'unica azione militare compiuta dal potente forte posto a guardia del porto del Lido. L'incidente fu il pretesto per un ultimatum da parte di Napoleone, cui il Maggior Consiglio ottemperò decretando il 12 maggio la fine della Repubblica e consegnando la città ai Francesi.

L'episodio è citato da Ippolito Nievo nella sua opera Le confessioni d'un italiano.

## La vicenda della cattura
Già il 16 febbraio 1797 il comandante della divisione navale francese del mare Adriatico e comandante del porto di Ancona, capitano Sibille, 
aveva ordinato alla Le Libérateur d'Italie di tenersi pronta a salpare all'ordine del generale Bonaparte. Il 26 febbraio giunse infine l'ordine di salpare, con l'intento di dare la caccia al naviglio austriaco e inglese nel golfo di Venezia. Tuttavia l'allestimento della nave tardava, così che Napoleone chiese ragione al capitano Laugier degli ordini ricevuti, scrivendogli il 17 marzo da Bologna. Il giorno successivo, 18 marzo, la Tartana salpò così per la sua missione di controllo marittimo.

Ogni mossa del bastimento francese era attentamente sorvegliata dai comandanti veneziani, che ne riferivano prontamente agli Inquisitori di Stato.
Il 25 marzo il Libérateur intercettò un'imbarcazione austriaca all'uscita del porto di Trieste e, il 13 aprile, rientrò a Goro.
Qui ricevette l'ordine inviato da Napoleone il 9 aprile da Judenburg, che comandava di iniziare attività di corsa contro la Serenissima. Laugier riprese quindi il mare accompagnato da altre due unità francesi, puntando verso Caorle.

Qui catturò un'imbarcazione di pescatori, obbligando un tale Domenico (Ménego) Lombardo,
chioggiotto settantenne, a fargli da pilota per il porto di Venezia. 
L'anziano pescatore informò allora l'ufficiale della proibizione vigente, per decreto del Senato, all'ingresso di navi straniere armate nella laguna di Venezia, ma non gli fu dato ascolto
e gli furono chieste informazioni sulle navi presenti a Venezia (l'Arsenale schierava allora cento e ottantaquattro legni).

Così il 20 aprile i francesi si presentarono davanti al porto di Lido, sparando le tradizionali salve di saluto al forte di Sant'Andrea. Il Deputato, Domenico Pizzamano, inviò immediatamente due lance per informare la nave del divieto d'ingresso, ma questa, pur facendo segno di prepararsi a dar fondo all'àncora, continuava ad avanzare. La fregata finì per incrociare i legni veneziani posti a guardia del porto, speronando la galeotta bocchese Annetta Bella, comandata da Alvise Viscovich, di Perasto.

Le navi veneziane risposero aprendo il fuoco, immediatamente seguite dalle potenti batterie del forte di Sant'Andrea. Laugier fu quasi subito ucciso da una palla di cannone, mentre gli uomini della Annetta Bella arrembavano il Libérateur d'Italie, catturandone l'equipaggio e saccheggiando la nave.
Il pilota chioggiotto morì sette giorni dopo per le ferite riportate, ricostruendo sotto giuramento alle autorità i fatti accaduti.

Oltre al comandante, perirono anche cinque marinai della nave francese. Questi caduti sono le uniche vittime dell'armata di Napoleone registrate in occasione della caduta della Serenissima. Altri otto marinai francesi vennero feriti e trentanove fatti prigionieri.